# Keith Hornsby
Keith Randall Hornsby, né le 30 janvier 1992, à Williamsburg, en Virginie, est un joueur américain de basket-ball. Il évolue au poste d'arrière.

## Biographie

### Carrière universitaire
Entre 2011 et 2013, il joue pour les Bulldogs (en) de l'université de Caroline du Nord à Asheville.
Entre 2014 et 2016, il joue pour les Tigers à l'université d'État de Louisiane.

### Carrière professionnelle

#### Legends du Texas (2016-2019)
Le 23 juin 2016, automatiquement éligible à la draft 2016 de la NBA, il n'est pas sélectionné.
Le 27 juillet 2016, il signe un contrat avec les Mavericks de Dallas. Il participe à la NBA Summer League 2016 d'Orlando avec les Mavericks. Le 22 octobre 2016, il est libéré par les Mavericks.
Le 30 octobre 2016, il est sélectionné à la 9e position de la draft 2016 de G-League par les Legends du Texas.
Le 21 octobre 2017, il retourne aux Legends du Texas.
Le 20 octobre 2018, il reste au Texas pour une troisième année avec les Legends.
Durant l'été 2019, il participe à la NBA Summer League de Las Vegas avec les Trail Blazers de Portland.

#### Twarde Pierniki Toruń (2019-2020)
Le 2 septembre 2019, après trois ans en G-League, Hornsby part en Europe pour la première fois de sa carrière et signe avec le club polonais du Twarde Pierniki Toruń (en).
Le 14 mars 2020, il retourne aux États-Unis à la suite de la suspension du championnat polonais en raison du Covid-19.

#### EWE Baskets Oldenbourg (2020-2021)
Le 4 juillet 2020, il signe avec le club allemand du EWE Baskets Oldenbourg.

#### Betclic Élite
Le 7 juillet 2021, il signe un contrat d'un an avec le club des Metropolitans 92 évoluant en Betclic Élite, le championnat français.
En juillet 2022, Hornsby quitte Boulogne-Levallois et s'engage pour une saison avec un autre club des Hauts-de-Seine, Nanterre 92.

#### Lituanie puis Espagne
Après deux saisons disputées en Betclic Élite, le championnat français, Keith Hornsby rejoint le club lituanien du Rytas Vilnius.
En janvier 2024, après environ dix matchs disputés et des statistiques dans le championnat lituanien de 8,2 points, 2,4 rebonds et 1,6 passe décisive, il rejoint l'Espagne et le club de Surne Bilbao Basket.

## Statistiques

### Universitaires
| Saison    | Équipe             | Matchs   | Titul.   | Min./m   | % Tir    | % 3pts   | % LF     | Rbds/m.  | Pass/m.  | Int/m.   | Ctr/m.   | Pts/m.   |
| --------- | ------------------ | -------- | -------- | -------- | -------- | -------- | -------- | -------- | -------- | -------- | -------- | -------- |
| 2011-2012 | UNC Asheville (en) | 34       | 1        | 12,7     | 43,5     | 35,7     | 63,6     | 1,85     | 0,53     | 0,53     | 0,18     | 4,00     |
| 2012-2013 | UNC Asheville      | 30       | 29       | 33,6     | 43,4     | 37,9     | 92,5     | 4,20     | 3,13     | 1,43     | 0,23     | 15,03    |
| 2013-2014 | LSU                | Redshirt | Redshirt | Redshirt | Redshirt | Redshirt | Redshirt | Redshirt | Redshirt | Redshirt | Redshirt | Redshirt |
| 2014-2015 | LSU                | 33       | 33       | 33,5     | 42,2     | 39,3     | 78,4     | 4,18     | 2,09     | 1,12     | 0,48     | 13,39    |
| 2015-2016 | LSU                | 20       | 19       | 30,4     | 48,9     | 41,5     | 81,8     | 2,85     | 1,60     | 1,25     | 0,10     | 13,10    |
| Carrière  | Carrière           | 117      | 82       | 27,5     | 43,9     | 39,0     | 82,9     | 3,28     | 1,82     | 1,05     | 0,26     | 11,03    |

## Palmarès
- NBA D-League All-Star 2017, 2018, 2019

## Vie privée
Keith est le fils du musicien Bruce Hornsby et Kathy Hornsby, il a un jumeau qui s'appelle Russell. Il a un diplôme en communication.